# Conferência das Nações Unidas sobre as Mudanças Climáticas de 2021
A Conferência das Nações Unidas sobre Mudança do Clima de 2021 foi a 26.ª conferência das partes da Convenção-Quadro das Nações Unidas sobre Mudança do Clima (COP26), realizada entre 1 e 12 de novembro de 2021 na cidade de Glasgow, na Escócia. A reunião foi originalmente agendada para novembro de 2020, mas a pandemia COVID-19 fez com que fosse adiada. A conferência incluiu também a 15.ª reunião das partes do Protocolo de Quioto (CMP16) e a 2.ª reunião das partes do Acordo de Paris (CMA3).

## Contexto
Após o fracasso da COP anterior, os ministros do meio ambiente belgas desejam que esta conferência internacional atenda às ambições.
Deveria ter sido presidida por Claire Perry, que foi dispensada dessa tarefa em fevereiro de 2020 e substituída por Alok Sharma.
Estava inicialmente programado para o evento iniciar a partir de 9 para 19 de novembro de 2020 no SEC Center. Devido à requisição deste lugar na luta contra a pandemia de COVID-19 em 1 de abril de 2020, a conferência foi adiada para 2021. No final de maio de 2020, foi revelado que ela será realizada de 1 a 12 de novembro de 2021.

## A conferência

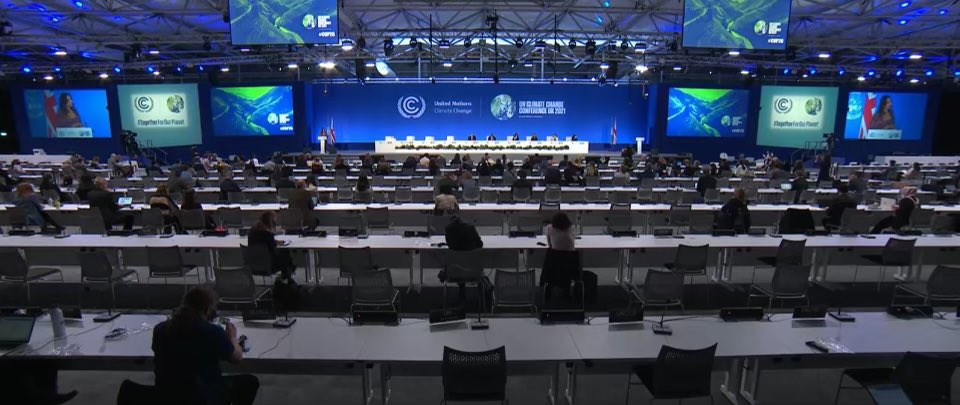
O salão de sessões da CPÒ26

A conferência foi realizada com a participação de delegações de quase 200 países, acompanhada por grandes manifestações de grupos ambientalistas. Somente em Glasgow uma passeata reuniu cerca de 100 mil pessoas. No dia 13 de novembro de 2021 foi assinado um compromisso internacional. O texto enfatizou a necessidade de uma rápida redução nas emissões de carbono, pretendendo chegar ao objetivo de 45% de redução até 2030 (em relação aos patamares de 2010), e em 2050 as emissões deverão estar neutralizadas globalmente, significando que na data qualquer emissão adicional deverá ser compensada por reflorestamento ou mecanismos de captura de carbono. Contudo, o acordo não tem força legal e é apenas uma declaração de intenções, e dependerá da vontade política dos países implementá-lo localmente. Foi solicitado aos países que até o fim de 2022 sejam apresentadas as novas metas oficiais dos governos, pois até então as metas vigentes não eram capazes de conter o aquecimento global no nível de 1,5º C, conforme o estabelecido no Acordo de Paris de 2015. Pela primeira vez uma conferência reconheceu explicitamente a necessidade de se efetuar uma transição de combustíveis fósseis para os renováveis. Foram estabelecidas novas regras para permitir o escrutínio público dos compromissos climáticos dos governos.
Apesar de alguns avanços terem sido bem recebidos, o compromisso foi criticado por ambientalistas porque um dos principais pontos das negociações, o abandono total do uso do carvão, foi modificado de última hora por pressão da Índia, China e outros países grandes consumidores, levando à adoção de uma redação recomendando que o uso do carvão seja "diminuído". Apesar disso, em um acordo paralelo, um grupo de 40 países concordou em descontinuar o carvão como fonte energética até 2040. Acordos setoriais específicos sobre florestas, carvão, automóveis e metano, além de um acordo para sustar o financiamento de combustíveis fósseis no exterior, exigirão ratificação dos legislativos dos países antes de entrarem em vigor. Segundo cálculos do Climate Action Tracker, esses acordos fecharão apenas 9% da lacuna de emissões para se atingir o nível de 1,5ºC.

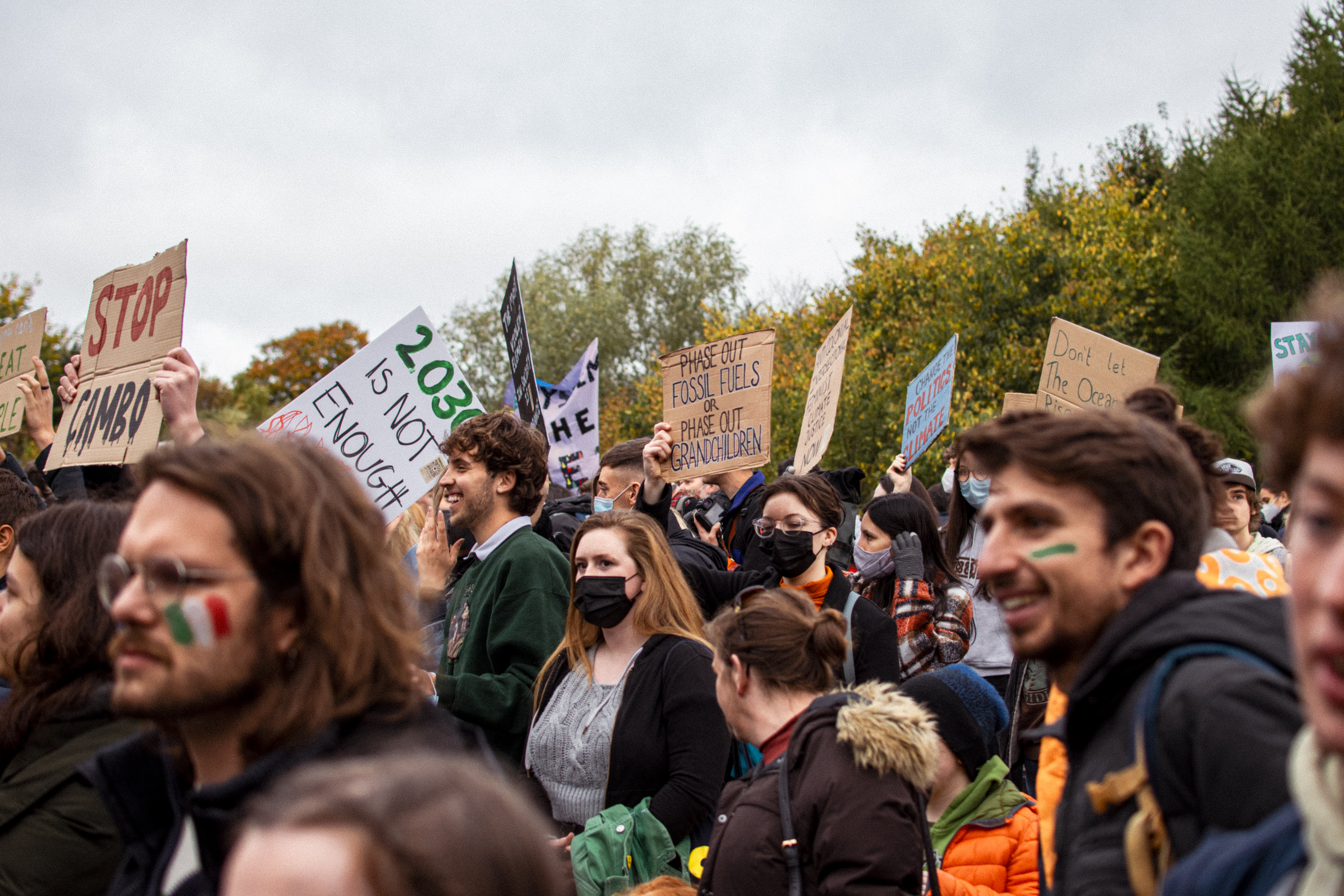
Manifestação em Glasgow exigindo medidas mais duras contra o aquecimento global

Também foram criticadas as formas de financiamento das medidas de adaptação e mitigação, consideradas pouco eficientes e pouco ambiciosas, não tendo sido estabelecida uma cifra definida de contribuições. Os países em desenvolvimento pleiteavam um financiamento dos países ricos de 1,3 trilhão de dólares até 2030, mas isso não foi aceito, permanecendo os níveis atuais de 100 bilhões, uma promessa que ainda não foi cumprida. Não teve sucesso igualmente a proposta de criar-se um fundo internacional de perdas e danos para os países mais vulneráveis às mudanças climáticas. Foram tomadas medidas para avaliar os planos de redução de emissões das grandes corporações, mas o texto não é claro sobre como isso será feito. O secretário-geral da ONU, António Guterres, prometeu a criação de uma comissão de especialistas em 2022 para tratar da questão.
Para Ani Dasgupta, presidente do World Resources Institute, embora o acordo tenha dado bases sólidas para a ação, o resultado efetivo dependerá dos governos colocarem em prática os compromissos assumidos, o que não é garantido, pois os governos precisam obter a ratificação doméstica. Rachel Cleetus, diretora política da Union of Concerned Scientists, disse que os países fracassaram em se comprometer com tudo o que haviam prometido. Para Jennifer Morgan, diretora-executiva do Greenpeace, o texto "é tímido, é fraco e a meta de 1,5º C mal está viva, mas dá um sinal de que a era do carvão está acabando. E isso é importante". Vários representantes de países expressaram sua decepção pelos poucos avanços que foram conseguidos na conferência. O próprio presidente da conferência, Alok Sharma, com lágrimas nos olhos, disse ter ficado "profundamente desolado" com o recuo de último hora no acordo sobre o carvão.